# Verhaftung
Eine Verhaftung ist der Beginn der Haft durch Vollzug eines Haftbefehls. Dabei wird eine mit Haftbefehl gesuchte Person gefangen genommen und für einen bestimmten Zeitraum behördlich verwahrt. Die Gründe für eine Haft können mannigfaltig sein. Es handelt sich um hoheitliches Handeln im Bereich der Justiz, bei der Mitwirkung der Polizei auch im Bereich der Exekutive. Es wird vor allem in das Recht der Freiheit der Person eingegriffen. Die Verhaftung ist (mindestens in der juristischen Fachsprache) von anderen Maßnahmen zu unterscheiden: der Festnahme und dem Gewahrsam (beachte jedoch doppelfunktionale Maßnahmen).
Rechtsgrundlage für Verhaftungen sind jeweils die Strafprozessordnung, das Strafvollzugsgesetz oder die Zivilprozessordnung. Haftbefehle werden z. B. in Deutschland von einem zuständigen Richter oder (in der Strafvollstreckung) vom zuständigen Rechtspfleger ausgestellt. Offene Haftbefehle werden in einem Verzeichnis zur Fahndung veröffentlicht und in Datensysteme der Justiz und Polizei (INPOL, SIS und andere) eingestellt. Die Verhaftung ist dem Betroffenen alsbald möglich zu eröffnen, z. B. durch Aushändigung des Haftbefehls oder Verlesung. Hierzu sind nur befugte Amtsträger berechtigt (z. B. Richter, Staatsanwalt, Gerichtsvollzieher, Ermittlungspersonen der Staatsanwaltschaft, Justizvollzugsbeamte).

## Personenkreis
Verhaftungen können je nach Rechtsnatur von
- Polizeivollzugsbeamten zum Zwecke der Strafvollstreckung (Vollzugs eines offenen Haftbefehls, Wiederergreifung entwichener Gefangener)
- Justizvollzugsbeamten zum Zwecke der Strafvollstreckung (meist Wiederergreifung entwichener Gefangener)
- Gerichtsvollziehern zum Zwecke der Abgabe einer eidesstattlichen Versicherung
- Rechtspflegern zum Zwecke der Strafvollstreckung (Vollzugs eines offenen Haftbefehls, Wiederergreifung entwichener Gefangener) unter Zuhilfenahme von Justizwachtmeistern vorgenommen werden.

## Befugnisse
Zum Zwecke der Verhaftung dürfen die oben genannten Personen (außer Gerichtsvollzieher) je nach Inhalt des Haftbefehls u. a. Wohnungen betreten und durchsuchen (auch zur Nachtzeit) und den Gesuchten fesseln. Die Anwendung von unmittelbarem Zwang ist unter Umständen zulässig.

## Verhaftungsgründe

### Anordnung von Untersuchungshaft
Ordnet das Gericht aus einem der in der StPO genannten Gründe (meist wegen Fluchtgefahr) Untersuchungshaft an, so wird ein Haftbefehl erlassen und vollstreckt. Untersuchungshaft wird nicht immer am Beginn eines Verfahrens angeordnet, sondern mitunter auch während oder direkt am Ende der Hauptverhandlung. In Deutschland gelten dafür die §§ 112 ff. der Strafprozessordnung (StPO).

### Haftbefehl zur Vollstreckung
Folgt jemand, der rechtskräftig zu einer Freiheitsstrafe verurteilt wurde, der Ladung zum Strafantritt nicht oder besteht bei ihm Fluchtgefahr, so kann die Vollstreckungsbehörde Vollstreckungshaftbefehl gem. § 457 StPO erlassen. Gleiches gilt für den Fall, dass bei Erfolglosigkeit der Geldstrafenvollstreckung bzw. des Strafbefehls die Ersatzfreiheitsstrafenvollstreckung angeordnet wird und der Verurteilte der Ladung zum Antritt der Ersatzfreiheitsstrafe nicht Folge leistet.

### Vorführung
Eine Verhaftung (auch von Zeugen) kann aufgrund eines Vorführhaftbefehls zur Vorführung bei Gericht zur Gerichtsverhandlung oder Vernehmung oder zur Vorführung beim Landgerichtsarzt erfolgen. Bei geringen Restgeldstrafen und bekanntem Aufenthalt des Verurteilten kann ebenfalls der Erlass eines Vorführhaftbefehls angezeigt sein. Bei der Abwägung zwischen Haftbefehl und Vorführhaftbefehl ist regelmäßig der Grundsatz der Verhältnismäßigkeit zu beachten. Bei der Geldbußenvollstreckung wird nach Festsetzung der Erzwingungshaft und Nichtstellung zum Antritt derselben ebenfalls ein Vorführhaftbefehl erlassen.

### Haft zur Sicherung der Hauptverhandlung
Eine Verhaftung kann gem. § 230 StPO erfolgen, um die Anwesenheit des Angeklagten bei einer Hauptverhandlung zu gewährleisten. Dieser Haftbefehl bedarf nach Vollzug keiner zwingenden Aufhebung (anders bei Haftbefehl gem. § 112 StPO), vielmehr wird ein Haftbefehl nach § 230 StPO mit der Hauptverhandlung gegenstandslos (er ist schlichtweg erledigt).
Nach § 127b StPO ist im beschleunigten Verfahren eine Verhaftung zur Teilnahme an der Hauptverhandlung möglich. Hierzu ist ein Beschluss des Gerichts erforderlich.

### Polizeigewahrsam
Die Ergreifung eines entwichenen Gefangenen durch die Polizei ist eine Ingewahrsamnahme. Die Modalitäten zur Ergreifung eines entwichenen Gefangenen richten sich nach dem Strafvollzugsgesetz.

### Erzwingung einer Eidesstattlichen Versicherung
Ein Gerichtsvollzieher kann eine mutmaßlich zahlungsunfähige Person zur Abgabe einer Versicherung an Eides statt (ehemals: „Offenbarungseid“) bei Vorlage eines Haftbefehls verhaften. Einziges Ziel ist die Abgabe einer entsprechenden Erklärung des Schuldners. Dieser Haftbefehl im Sinne der ZPO wird nur auf Antrag des Gläubigers von einem Richter am Amtsgericht ausgestellt.

## Zahl offener Haftbefehle
In Deutschland lag die Zahl offener Haftbefehle in den Jahren 2007 bis 2016 zwischen etwas über 196.000 und knapp 140.000. Ende April 2016 waren 148.727 Haftbefehle offen.

## Österreich
In Österreich wird anstelle von Verhaftung der Begriff Anhaltung verwendet.